# Hiltrud Lotze

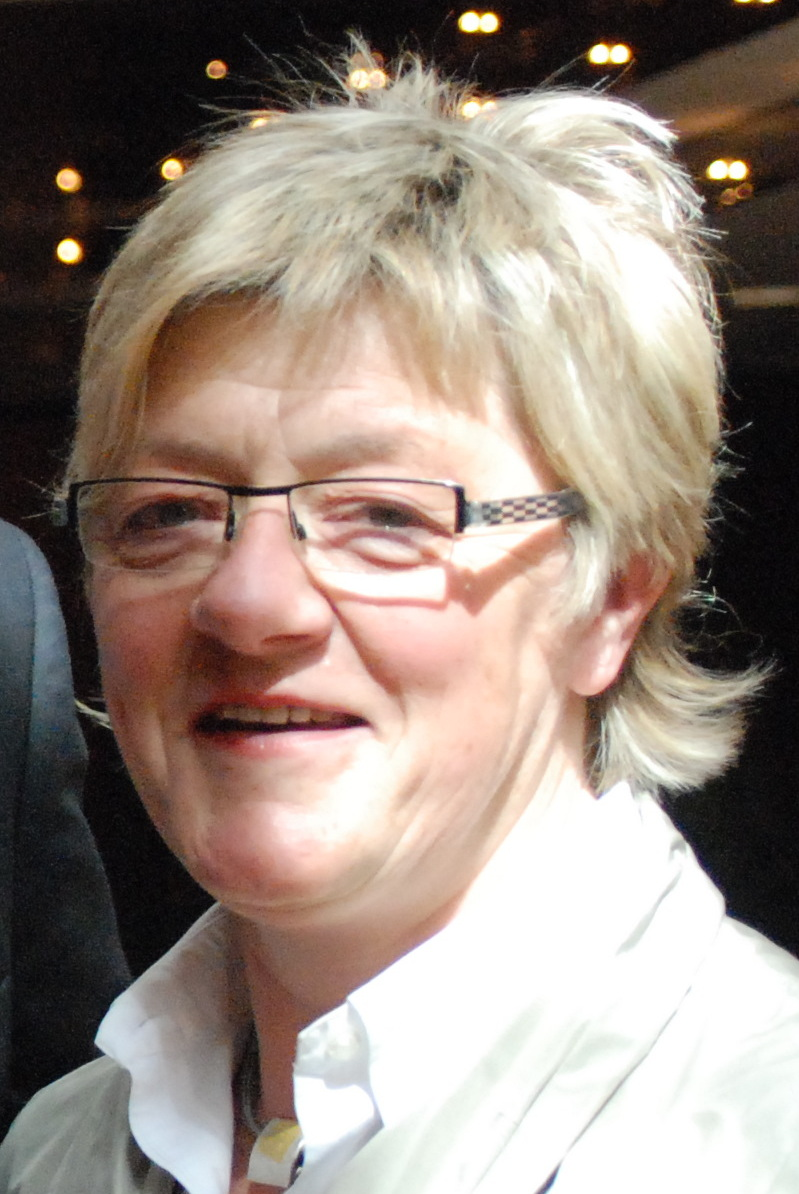
Hiltrud Lotze, 2010

Hiltrud Lotze (* 13. November 1958 in Bauhaus, Hessen) ist eine deutsche Politikerin der SPD. Sie war von 2013 bis 2017 und von 2020 bis 2021 Mitglied des Deutschen Bundestages.

## Leben
Nach der Mittleren Reife 1976 an einer Realschule war Lotze von 1977 bis 1988 als Beamtin im mittleren Dienst beim Deutschen Wetterdienst tätig. Daneben besuchte sie ab 1985 das Staatliche Abendgymnasium Vor dem Holstentor in Hamburg, an dem sie 1987 das Abitur ablegte. 1988 nahm sie ein Studium der Angewandten Kulturwissenschaften an der Universität Lüneburg auf, das sie 1995 mit dem Magister Artium abschloss. Ihr Studium hatte sie von 1993 bis 1994 durch einen Auslandsaufenthalt in Kirgisistan unterbrochen; in dieser Zeit wirkte sie als Dozentin für Deutsche Sprache an der Staatlichen Kirgisischen Universität in Bischkek.
Nach dem Studienabschluss arbeitete Lotze von 1995 bis 1999 in der Erwachsenenbildung beim Bildungswerk der DAG und für das Existenzgründerinnenprojekt „Arbeit für die Metropolregion“ der Neue Arbeit Lüneburg gGmbH. Bis 2005 leitete sie Seminare zur politischen Bildung am Bildungs- und Tagungszentrum Springe. Von 1999 bis 2009 war sie wissenschaftliche Mitarbeiterin der Bundestagsabgeordneten Hedi Wegener und Leiterin ihres Wahlkreisbüros in Lüneburg. Von 2010 bis 2013 leitete sie ein Hotel im Lüneburger Wasserviertel.

## Partei und Politik
Lotze ist seit 1986 Mitglied der SPD. Sie war von 1990 bis 1992 Vorsitzende des SPD-Ortsvereins Ostheide und wurde 2004 zur Vorsitzenden der SPD-Ortsvereins Lüneburg gewählt. Seit 2007 ist sie stellvertretende Vorsitzende im SPD-Unterbezirk Lüneburg. Von 1991 bis 1992 war sie Mitglied im Rat der Gemeinde Barendorf. Seit 2001 sitzt sie im Rat der Hansestadt Lüneburg, seit 2006 ist sie Beigeordnete.
Bei der Bundestagswahl am 22. September 2013 kandidierte sie auf einem Listenplatz der SPD, über den ihr der Einzug in den Bundestag gelang. Sie war Mitglied des Ausschusses für Kultur und Medien und des Ausschusses für Umwelt, Naturschutz, Bau und Reaktorsicherheit. Bei der Bundestagswahl am 24. September 2017 verlor sie im Bundestagswahlkreis Lüchow-Dannenberg – Lüneburg die Direktkandidatur gegen Eckhard Pols (CDU), kandidierte erfolglos auf Platz 20 der SPD-Landesliste und gehörte dem Bundestag damit nicht mehr an. Am 24. November 2020 rückte sie für den verstorbenen Thomas Oppermann wieder in den Bundestag nach.
Lotze ist Mitglied der AWO, der Gewerkschaft ver.di, der Deutsch-Dänischen Gesellschaft und des ADFC. Sie ist verheiratet.